# 瓦德湖 (尼瓦河流域)
67°18′44″N 31°51′32″E / 67.3122°N 31.8589°E
瓦德湖（俄语：Вадозеро），是俄羅斯的湖泊，位於該國西北部，由摩爾曼斯克州負責管轄，處於波利亞爾內耶佐里，面積28.7平方公里，海拔高度160.7米，湖岸線長度53公里。